# Brusné 1.díl
Brusné 1.díl je východní (ve směru spádu údolí levá) část osady Brusné; je částí obce Nosálov v okrese Mělník ve Středočeském kraji. V některých mapách se jako Brusné 1. díl označuje dolní část osady Brusné.
Brusné se nachází asi 4,5 kilometru západně od Nosálova. V 1. díle jsou evidovány dvě adresy (čp. 14 u křižovatky se silnicí III/25929, čp. 4 na blízké samotě s místním názvem Na Čtyřce, podle zákresu hranice v mapě Cenia na Portálu veřejné správy též čp. 2 u hlavní cesty v horní části osady). Brusné 1.díl leží v katastrálním území Libovice, které má rozlohu 5,27 km². Osada Brusné je na díly rozdělena podélně – hranici tvoří z větší části cesta v údolí, které je její přirozenou osou. Druhá, západní část osady Brusné (včetně celé nejhořejší části) nese název Brusné 2.díl a patří k městu Mšeno.

## Historie
První písemná zmínka o vesnici pochází z roku 1790.

## Obyvatelstvo
Při sčítání lidu v roce 1921 ve vsi žilo patnáct obyvatel (z toho osm mužů) německé národnosti a římskokatolického vyznání. Podle sčítání lidu z roku 1930 měla vesnice dvanáct obyvatel s nezměněnou národnostní a náboženskou strukturou.
| Rok            | 1869 | 1880 | 1890 | 1900 | 1910 | 1921 | 1930 | 1950 | 1961 | 1970 | 1980 | 1991 | 2001 | 2011 | 2021 |
| -------------- | ---- | ---- | ---- | ---- | ---- | ---- | ---- | ---- | ---- | ---- | ---- | ---- | ---- | ---- | ---- |
| Počet obyvatel | 69   | 46   | 28   | 26   | 22   | 15   | 12   | 7    | 2    | 2    | 0    | 0    | 0    | 0    | 0    |
| Počet domů     | 7    | 7    | 6    | 6    | 4    | 4    | 4    | 3    | 3    | 1    | 0    | 3    | 2    | 1    | 1    |

## Obecní správa
Při sčítání lidu v letech 1850–1960 bylo Brusné 1.díl osadou obce Libovice, s níž patřilo nejprve do okresu Dubá, v roce 1950 do okresu Doksy a od roku 1960 k okresu Mělník. Od 1. července 1960 do 31. prosince 1979 bylo částí obce Nosálov v okrese Mělník. Od 1. ledna 1980 do 31. března 1996 bylo částí města Mšeno v okrese Mělník. Od 1. dubna 1996 je opět částí obce Nosálov v okrese Mělník.